# Ashraf Marwan

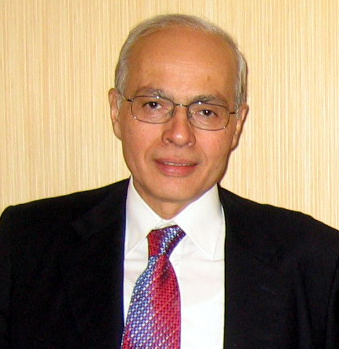
Ashraf Marwan

Ashraf Marwan (arabisch أشرف مروان, DMG Ašraf Marwān; * 2. Februar 1944 in Kairo; † 27. Juni 2007 in London) war ein hoher ägyptischer Beamter, Geschäftsmann, Waffenhändler, Schwiegersohn des ägyptischen Präsidenten Gamal Abdel Nasser und israelischer Spion, der Israel kurz vor dem Jom-Kippur-Krieg warnte.

## Leben
Marwan kam aus einer angesehenen Familie: sein Großvater war Leiter der Scharia-Gerichtshöfe und sein Vater General der Republikanischen Garde. Marwan schloss das Studium des Chemieingenieurwesens an der Universität Kairo im Jahr 1965 ab und leistete danach Wehrdienst. 1966 heiratete er die Tochter Mona von Präsident Nasser, gegen den Widerstand von Nasser, der auch nach der Hochzeit seinem Schwiegersohn ablehnend gegenüberstand, da er vermutete, dass dieser vor allem aus Ehrgeiz geheiratet hatte.
Ab 1968 arbeitete Marwan für das Präsidialamt unter dem für Sicherheit zuständigen Minister Sami Sharaf. Ein Aufenthalt in London, wo er seine Studien fortsetzen wollte, wurde auf Anordnung Nassers abgebrochen, da diesem Nachrichten von Marwans verschwenderischem Lebensstil zu Ohren kamen. Marwan arbeitete wieder in Kairo unter Sharaf und setzte das auch nach Nassers Tod 1970 unter Präsident Anwar as-Sadat fort. Für Sadat demonstrierte die Beschäftigung von Marwan die Unterstützung der Familie seines Vorgängers. Nachdem Marwan an der Niederschlagung eines Putschs von alten Nasser-Anhängern  – darunter Sharaf – im Mai 1971 beteiligt war, wurde er Nachfolger von Sharaf und Sadats Gesandter für die Beziehungen zu den Nachbarn Libyen und Saudi-Arabien, die er erfolgreich pflegte. Unter anderem war er für die Versorgung der ägyptischen Armee mit Mirage-5 Kampfjets über Libyen verantwortlich, die damals wegen eines Embargos nicht direkt aus Frankreich bezogen werden konnten.

## Spion
Gleichzeitig war er seit 1969 ein israelischer Spion, wie Anfang 2003 öffentlich bekannt wurde (Codename Engel). Er war einer der wertvollsten Spione, die der Mossad je hatte. Als Ägypten plante, den Sinai zurückzuerobern, ließ Marwan den Israelis detaillierte Kriegspläne, Informationen über die Aufrüstung und Gespräche von Sadat mit anderen arabischen Führern und den Sowjets zukommen. Nachdem er schon mehrfach vor einem bevorstehenden Angriff auf Israel gewarnt hatte (im April und Mai 1973, was jeweils nur kleine Mobilisierungsmaßnahmen der israelischen Reserve zur Folge hatte), war der israelische Geheimdienst unsicher, wie er mit einer Warnung von Marwan verfahren sollte, dass der ägyptische Angriff am höchsten Feiertag Jom Kippur (6. Oktober 1973) stattfinden werde. Die Warnung erreichte die israelische Regierung am 5. Oktober, was zu knapp war um ausreichend Vorbereitungen zu treffen, andererseits aber eine völlige Überraschung verhinderte. Er versorgte die Israelis auch mit Informationen aus der unmittelbaren Umgebung Sadats bei den anschließenden Friedensverhandlungen.
1974 wurde er Sekretär im Außenministerium und war sogar vorübergehend als Kandidat für das Amt des Außenministers im Gespräch. Es gab aber auch Kritiker, die ihn beschuldigten, seine Stellung bei Sadat für persönliche Bereicherung zu nutzen. 1976 verließ er das Präsidialamt und wurde Präsident des Rüstungskomplexes Arab Organization for Industrialization, bis er 1978 auch diesen Posten verlor. Nach dem Attentat auf Sadat 1981 ging er wieder nach London, wo er als wohlhabender Geschäftsmann lebte. Er hatte Kontakte zum Waffenhändler Adnan Khashoggi und zum Besitzer von Harrods, Mohamed Al-Fayed. Er investierte weltweit in Immobilien (unter anderem in ein Fünf-Sterne-Hotel auf Mallorca), in Energiekonzerne, in die Bekleidungsfirma Austen Reed und hielt zeitweise drei Prozent am Fußballclub Chelsea. Zur Zeit seines Todes versuchte er, in Ägypten das Recycling einzuführen.
2003 flog seine Identität als israelischer Spion auf, als der Historiker am Londoner Kings College Ahron Bregman ihn als Doppelagent beschuldigte. Als Quelle dienten Bregman Informationen des israelischen Generals Eli Zeira, der die militärische Aufklärung vor dem Jom-Kippur-Krieg geleitet hatte und danach wegen Versagens entlassen wurde. Zeira hatte in dem Buch über seine Sicht des Jom-Kippur-Krieges  Mythos versus Realität  einen ägyptischen Doppelagenten erwähnt, der Israel getäuscht habe, diesen aber nicht namentlich genannt. Diese Informationen genügten Bregman, Marwan zu identifizieren. Auch Bregman sah Marwan als Doppelagenten, der die israelische Führung in Sicherheit gewogen habe (Ägypten würde erst angreifen, wenn es genügend Scud-Raketen und Langstreckenbomber habe). Der frühere Mossad-Chef Zvi Zamir, der unmittelbar vor dem Jom-Kippur-Krieg in Kontakt zu Marwan stand, war empört über den Verlust seines Spions und strebte eine Verurteilung von Eli Zeira wegen Geheimnisverrats an.
In Ägypten schien sein Ansehen nach den Enthüllungen nach wie vor hoch gewesen zu sein. Noch im Mai 2007 besuchte er (das erste Mal seit drei Jahren) Ägypten zur Hochzeit von Gamal Mubarak, dem Sohn des Premiers Husni Mubarak. Er war gut vernetzt in den ägyptischen Machteliten, galt als schillernde Figur, hatte dort aber auch viele Feinde.
Er starb 2007 unter mysteriösen Umständen, als er nachmittags vom Balkon seiner Londoner Wohnung im 4. Stock in Carlton House Terrace fiel. Ein Zeuge von einem benachbarten Gebäude sah, wie zwei Männer sich über den Balkon beugten, nachdem Marwan gefallen war. Seine Schuhe, die zur Aufklärung hätten beitragen können, verschwanden unter ungeklärten Umständen. Zum Todeszeitpunkt war nur die Haushälterin in der Wohnung, die aber nichts mitbekam. Zum Zeitpunkt seines Todes schrieb er an Memoiren und war nach drei Herzoperationen unter Medikamenteneinfluss. Er war über die damals laufende Aufarbeitung der Aufdeckung seiner Identität als Spion in Israel beunruhigt, wie er einen Tag vor seinem Tod Bregman telefonisch mitteilte. Seine Witwe vermutete den Mossad hinter dem Anschlag.
Marwan wurde mit allen Ehren in Ägypten beigesetzt. Unter anderem waren der höchste ägyptische Geistliche, der Chef des Geheimdienstes und der Sohn von Präsident Mubarak, Gamal Mubarak (ein enger Freund eines der Söhne von Marwan), anwesend.